# ظهره المنقودة (المخادر)

تعديل مصدري - تعديل

ظهره المنقودة محلة تابعة لقرية المنقودة، التابعة لعزلة السحول بمديرية المخادر إحدى مديريات محافظة إب في الجمهورية اليمنية، بلغ تعداد سكانها 688 حسب تعداد اليمن لعام 2004.